# Maasdriel
Maasdriel este o comună în provincia Gelderland, Țările de Jos. 

## Localități componente
Alem, Ammerzoden, Hedel, Heerewaarden, Hoenzadriel, Hurwenen, Kerkdriel, Rossum, Velddriel, Well & Wellseind, Wordragen.